# Borbotó
Borbotó és una pedania de la ciutat de València, inclosa en el districte de Poblats del Nord, que limita pel nord amb la pedania de Benifaraig, a l'oest amb els municipis de Rocafort i Godella, a l'est amb la pedania de Carpesa, i al sud amb la pedania de Poble Nou. La seua població censada el 2009 era de 742 habitants (IVE).

## Geografia
Borbotó es troba a l'Horta Nord, entre els nuclis de població de Godella a l'oest i Carpesa a l'est. A pocs metres a l'est passa la CV-315 o camí de Montcada.

## Història
Borbotó prové d'una alqueria andalusina, que va ser presa per Jaume I durant la conquesta de València. El rei la donà a Guillem de Caportella el 1238, incloent-hi els molins i forns, cosa bastant infreqüent, ja que aquests solien reservar-se per a control regi. Caportella, no obstant això, la va cedir a l'orde del Temple el 12 de novembre de 1238.
Va adquirir el títol de lloc el 30 d'agost de 1258 i es va convertir en capçalera de la comanda de Borbotó. Després de la dissolució del Temple va romandre en la batllia de Montcada (orde de Montesa) fins a l'extinció dels senyorius el 1811. En aquest moment es va constituir com a municipi independent, i contenia una mica més de 100 cases i dues escoles, a les quals acudien uns 60 alumnes. El 12 de desembre de 1888, i per decisió dels veïns, Borbotó va passar a formar part del municipi de València.

### Topònim
Segons Joan Corominas, el terme Borbotó prové de l'àrab "برّ أبو تر" (Barr Abū Tur), és a dir, 'barri d'Abu Tur'.

## Demografia
| Població | 655 | 631 | 604 | 765 | 927 | 806 | 697 | 758 | 772 | 800 | 791 | 742 |

## Política
Borbotó depèn de l'ajuntament de València en consideració de barri del districte de Poblats del Nord. No obstant això, donada la seua condició de poblament rural, té, d'acord amb les lleis estatals i autonòmiques pertinents, un alcalde de barri que s'encarrega de vetllar pel bon funcionament del barri i de les relacions cíviques, signar informes administratius i elevar a l'ajuntament de la ciutat les propostes, suggeriments, denúncies i reclamacions dels veïns.

## Economia
Durant el segle xix, el principal motor de l'economia era la producció de seda, blat, cànem, i hortalisses.

## Monuments
- Església de Santa Anna. Data del segle xvii i va dependre de l'església de Carpesa fins a 1942. De creu llatina, es compon de tres naus i cinc trams. Té una cúpula vidriada de mitja taronja i un campanar baix i punxegut. La decoració data principalment del segle xix, i en destaca el retaule major del misteriós mestre de Borbotó, de principis del segle xvi. Està compost per nou taules d'estil renaixentista, amb la imatge central de santa Anna, que es completa amb altres personatges bíblics. Destaca així mateix l'anomenat Quadre de les Ànimes, de finals del segle xv, que representa la ciutat celestial i el judici final.

## Cultura
A Borbotó, hi ha una gran tradició de pilota valenciana, per la qual cosa disposa d'una important pedrera de jugadors i amb l'única pista de titularitat municipal per a la pràctica d'aquest esport a la ciutat de València.
Celebra les seues festes en honor de santa Anna el 23 de setembre, ja que, segons la tradició, el 23 d'octubre de 1699 el poble es va estalviar una forta inundació per mediació de la seua patrona, que va dividir les aigües al seu pas pel lloc. La festa es va traslladar posteriorment a setembre, per coincidir amb el calendari agrícola.

## Personalitats destacades
- Francisco Camps (València, 1962), 5é president de la Generalitat Valenciana, va passar la seua infància a Borbotó.